# Jillian Hall
Jillian Faye Hall (de soltera Fletcher; 6 de septiembre de 1980) es una luchadora profesional retirada y cantante estadounidense conocida por su paso de 2003 al 2010 en la World Wrestling Entertainment, donde además de trabajar como luchadora también ejerció como entrenadora para la Florida Championship Wrestling.
Entre sus logros, destaca un reinado como Campeona de Divas de la WWE. Siendo la mujer con el reinado más corto en la historia del campeonato, con tan solo cuatro minutos y treinta segundos.

## Carrera

### Inicios
Debutó en 1998, Fletcher luchó bajo el nombre de The Bombshell Macaela Mercedes en un circuito independiente y en G.L.O.R.Y.. A consecuencia de esto,  Macaela Mercedes fue tomado erróneamente como su nombre real.

### World Wrestling Entertainment (2003-2010)

#### Ohio Valley Wrestling (2003-2005)
En la primavera del 2003 Fletcher comenzó a trabajar para la Ohio Valley Wrestling (OVW) bajo el nombre de Jillian Hall y, eventualmente, firmó un contrato con la World Wrestling Entertainment (WWE) en el 2004. Jillian comenzó en la OVW como face bajo el apodo de "Chronically Cute", ganando una serie de combates contra Alexis Laree y algunas más. Sin embargo, después de hacerse implantes de pecho, alisarse y teñirse de rubio el pelo, cambió a heel, ya que se dijo que la silicona le habían dañado el cerebro, volviéndola psicótica (kayfabe). Jillian comenzó a dirigir a los Campeones Sureños en Parejas de la OVW Blonde Bombers (Tank & Chad Toland), junto con la guardaespaldas de Jillian, Melissa Coates.

#### 2005-2006

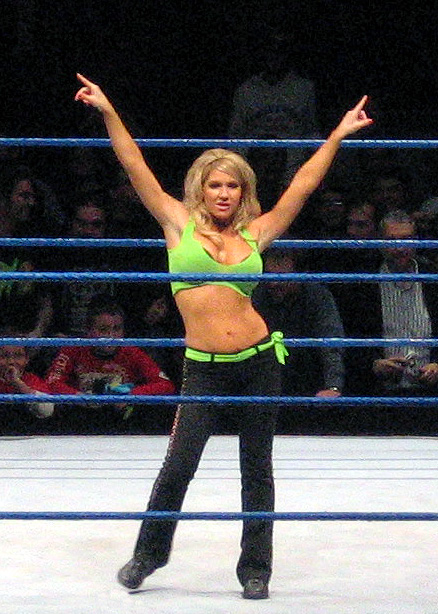
Jillian en 2006 en un house show.

Hizo su debut el 28 de julio de 2005 en SmackDown, con el rol de relaciones públicas para el grupo MNM (Johnny Nitro, Joey Mercury & Melina). Ella además poseía un "tumor" en su cara, a lo que ella se refería como una "imperfección" y los comentaristas siempre especulaban con el origen de esa "cosa". Esta historia siguió en la OVW, donde tuvo que elegir entre los Blonde Bombers o MNM. Jillian eligió a MNM, pero no se quedó con ellos mucho tiempo. Como representante de MNM, ella, en la historia, los ayudó a obtener una sesión de fotos para la portada de la revista SmackDown, y ayudó a solucionar un problema que Melina tenía con Torrie Wilson, ayudandola a derrotarla, y también atacando a Sharmell el 16 de agosto para defender a Melina. Su primer feudo en SmackDown fue con Stacy Keibler, enfrentándose ambas varias veces, incluso Hall la robó la victoria a Keibler en una lucha el 25 de octubre en Velocity.
Hall se unió con John "Bradshaw" Layfield, el anterior Campeón de la WWE, quien le pidió ayuda a Jillian para reparar su imagen, después de perder de manera increíble frente a Rey Mysterio. Como "Asesora de Imagen" de JBL, Jillian tomó un rol importante en el feudo de JBL con The Boogeyman, siendo atacado por él, llegando a meterla gusanos en su camiseta y mordiéndole el "tumor" de la cara a Jillian el 13 de enero, liberándola del "tormento". Después de esto, en WrestleMania 22, Hall ayudó a JBL a ganar el Campeonato de los Estados Unidos de manos de Chris Benoit. Sin embargo, durante su defensa del título el 14 de abril de 2006 en un Steel Cage match, le golpeó accidentalmente con la puerta de la jaula, causando que por poco perdiera el título, por esto, fue despedida de su servicio la semana siguiente. Después de ser despedida, se volvió face y comenzó un feudo con Melina de MNM, siendo acompañada por Paul London & Brian Kendrick. En Judgment Day derroto a Melina, terminando su feudo.
Por el resto del primer semestre del 2006, Hall formó equipo con Ashley Massaro, para enfrentar un feudo con Michelle McCool & Kristal Marshall. Jillian participó en The Great American Bash en un Fatal 4-Way Bra and Panties Match que ganó Ashley. Después de eso no fue utilizada mucho en TV. El 17 de diciembre en Armageddon, participó en un Lingerie Contest contra Ashley, Kristal Marshall y Layla, pero quedó sin resultado. 

#### 2007
En febrero de 2007 y comenzó un nuevo feudo con Ashley, cambiando a heel, centrado en los celos de Jillian de la portada de Ashley en Playboy. El 18 de febrero en No Way Out participó en un Diva Talent Contest, pero volvió a ser ganado por Ashley. Durante el feudo, Jillian intentó probar que tenía talento como cantante, pero solo recibió burlas del público presente. Hall luego intentó impresionar al productor musical Timbaland con su cantar, buscando un cupo en su próximo vídeo musical, pero fue rechazada. En WrestleMania 23 ejerció como leñadora entre la lucha de Melina vs Ashley por el Campeonato Femenino, apoyando a Melina. 

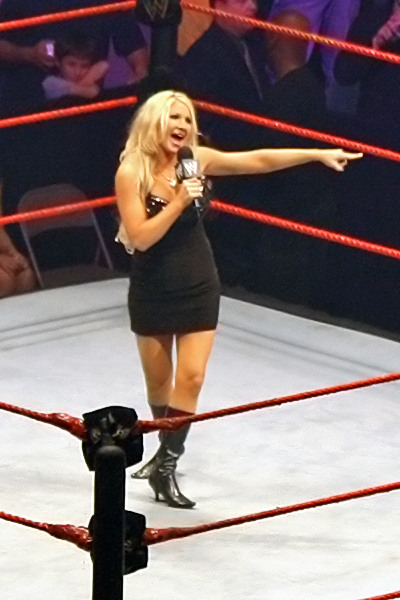
Jillian Hall con su gimmick de cantante.

Celosa por el éxito de Ashley, Jillian la atacó y la lesionó de manera sería, con la excusa de que si ella no participaba en el vídeo, Ashley tampoco lo haría. Después de este incidente, tuvo un corto feudo con Michelle McCool, quién acudió a defender a Ashley. Esto hizo que se enfentaran el 29 de mayo en SmackDown, siendo derrotada por McCool. 
Jillian fue movida de SmackDown a Raw el 17 de junio del 2007 como parte del Draft Suplementario de la WWE. La noche siguiente, Jillian ganó en su debut en Raw, haciendo equipo con Melina para derrotar a Mickie James y Candice Michelle.
En SummerSlam participó en un battle royal por una oportunidad al Campeonato Femenino, pero fue eliminada por Torrie Wilson. En Survivor Series hizo equipo con Beth Phoenix, Layla, Melina y Victoria siendo derrotadas por Mickie James, Michelle McCool, Kelly Kelly, Torrie Wilson y Maria Kanellis. El 10 de diciembre, en el 15.º Aniversario de Raw, al acabar el vídeo de las Divas, Jillian empezó a cantar espantosamente lo cual ocasionó la interrupción de Trish Stratus y Lita, quienes la atacaron posteriormente. 

#### 2008
En WrestleMania XXIV apareció como leñadora entre la lucha de Beth Phoenix y Melina vs Ashley y Maria Kanellis. En Backlash, participó en una pelea de divas por equipos, junto a Beth Phoenix, Melina, Layla, Victoria y Natalya derrotaron a Mickie James, Maria Kanellis, Ashley, Michelle McCool, Cherry y Kelly Kelly después de que Beth cubriera a Ashley. Sin embargo, en la revancha del día siguiente su equipo fue derrotado. A finales de mayo, terminó su amistad con Melina, después de que Jillian apoyara a Beth Phoenix antes que a ella, volviendo a ser rivales.
En octubre, tuvo un pequeño feudo con Kelly Kelly, teniendo varios combates tanto individuales como por equipos. El 26 de octubre en Cyber Sunday participó en un Halloween Costume Contest, que fue ganado por Mickie James. En Survivor Series fomro parte del Team Raw que derroto a Team SmackDown, aunque ella fue eliminada por Maria Kanellis. El 14 de diciembre en Armageddon participó en un
Divas Santas Little Helper Match junto con Natalya, Maryse y Victoria saliendo derrotadas por Kelly Kelly, Mickie James, Maria Kanellis y Michelle McCool luego que esta última le aplicara su nuevo finisher Faith Breaker a Jillian. El 29 de diciembre en Raw, participó en un battle royal por ser la contendiente #1 al Campeonato Femenino, siendo eliminada por Mickie James

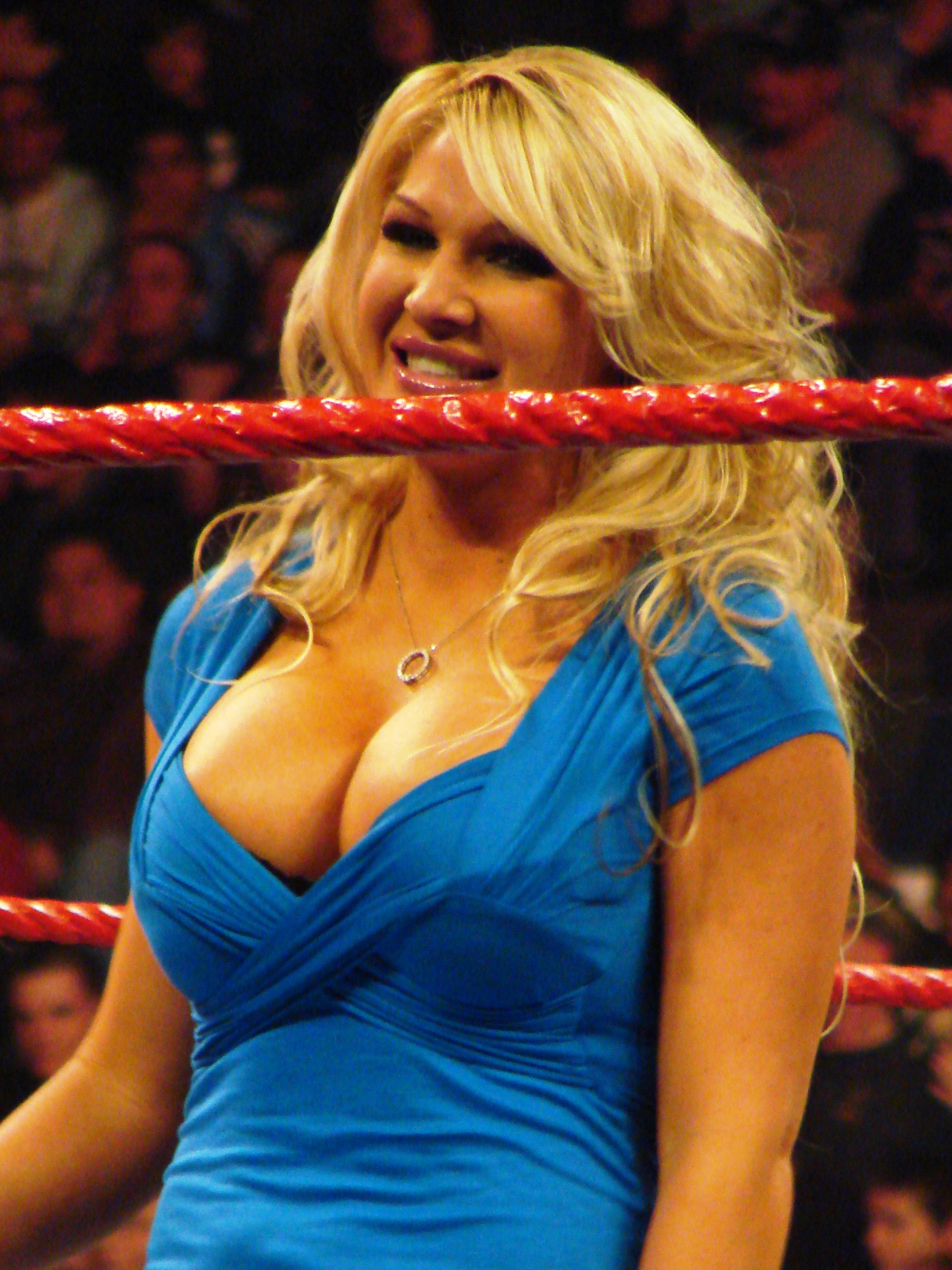
Hall en Raw en marzo de 2008.

#### 2009-2010
En enero de 2009 se unió a la Campeona Femenina Beth Phoenix para enfrentar a Melina y Kelly Kelly, donde ganó varias veces ya que Rosa Mendes distraía a sus oponentes. Participó en la Miss WrestleMania 25 Diva Battle Royal de WrestleMania XXV, pero no logró ganar, siendo "Santina Marella" quien ganara el combate. En SummerSlam participó en un battle royal, pero fue eliminada por Mickie James.
El 12 de octubre en RAW, ganó el Campeonato de Divas al derrotar a Mickie James, pero lo perdió unos minutos después frente a Melina, convirtiéndose en el reinado más corto de la historia del Campeonato de Divas. Una semana después en RAW, Jillian tuvo su revancha pero no logró recuperar el título. El 26 de octubre en RAW participó en un Mixed Tag Team Match haciendo equipo con Chavo Guerrero siendo derrotados por Melina y Santino Marella. En Survivor Series el Team James (Mickie James, Melina, Eve Torres, Kelly Kelly & Gail Kim) derrotó al Team McCool (Michelle McCool, Alicia Fox, Beth Phoenix, Jillian & Layla). 
Participó en enero en un torneo para coronar a la nueva Campeona de las Divas luchando el 7 de enero en Superstars contra Gail Kim, perdiendo. En Royal Rumble hizo equipo con Maryse, Alicia Fox, Katie Lea Burchill y Natalya siendo derrotadas por Eve Torres, The Bella Twins, Kelly Kelly y Gail Kim. El 7 de junio en Raw participó en un Divas Summer Spectacular Battle Royal, pero fue eliminada en último lugar por Maryse. Tras esto en julio, empezó un feudo con The Bella Twins, luchando contra ellas en varias ediciones de Superstars, y en Raw. El 26 de julio ayudó a Alicia Fox a ganar el combate contra The Bella Twins, cantándole una canción a Alicia para celebrar la victoria. Tras esto, Alicia le hizo una "Axe Kick", empujando así, a Jillian a ser face. El 2 de agosto en RAW hizo equipo con Alicia Fox y Tamina derrotando a Natalya, Eve Torres y Gail Kim, cambiando a heel, para que durara mucho más. El 15 de agosto (trasmitido el 23 de agosto) tuvo una oportunidad por el Campeonato de las Divas ante Melina en la cual fracasó. El 27 de septiembre en Raw participó en un Divas Battle Royal para ser contendiente #1 al Campeonato de las Divas, pero no logró ganar al ser la penúltima eliminada por Alicia Fox. Tras esto, el 2 de octubre obtuvo un puesto como entrenadora de Divas de la FCW, pero el 19 de noviembre de 2010 fue despedida de la WWE.

#### 2019-2021
El 22 de julio de 2019 hizo su regreso a Raw durante el especial de Raw Reunion en un segmento en el backstage junto a Torrie Wilson y Santino Marella, y al final del programa festejando junto a todas las leyendas de WWE en el centro del ring. 
El 31 de enero de 2021, Hall regresó al ring en Royal Rumble, participando en el Women's Royal Rumble Match entrando como número #8, sin embargo fue eliminada por Billie Kay.

### Circuito Independiente (2011-2014)
El 18 de junio tuvo su primer combate fuera de la WWE, derrotando a Santana Garrett en un evento de Xtreme Pro Wrestling. El 25 de junio de 2011, hizo su debut en la WSU en el evento "The Uncensored Rumble IV", saliendo derrotada por Kristin Astara. Jillian anunció en noviembre de 2011 su regreso al circuito independiente de lucha libre profesional. Hizo su regreso el 4 de febrero de 2012, junto a varias ex-estrellas de la WWE. El 28 de enero de 2012, en Xtreme Pro Wrestling, derrotó a Leva Bates. El 5 de febrero de 2012, se unió al evento celebrado en Filipinas, World Wrestling Fan Xperience (WWFX) donde fue derrotada por la también ex-diva, Melina. El 27 de septiembre de 2012, tuvo un combate de prueba contra Tara en Total Nonstop Action Wrestling (TNA). En 2013 en One Night Only, fue derrotada por Velvet Sky en una lucha individual.
El 21 de enero de 2014, anunció su retiro de la lucha libre profesional tras 16 años en el negocio.

## Otros medios
Hizo apariciones en 2 videojuegos de la WWE: SmackDown vs Raw 2007 y Smackdown vs Raw 2009, en este último como personaje desbloqueable.

## Vida personal
Cuando era joven, Jillian fue  animadora y tomó clases de gimnasia. Después de terminar secundaria fue a la Universidad, pero decidió dejar de estudiar para empezar su entrenamiento de luchadora. A los diecinueve años decidió cambiar su apellido de Fletcher a Hall. Jillian fue gran fanática de Rick Martel.
Hall está divorciada y tiene una hija como resultado del matrimonio. El 10 de septiembre del 2010, Hall contrajo matrimonio con Mike Farole en Las Vegas. Ambos anunciaron en 2011 que esperaban a su primer hijo juntos, sin embargo sufrió un aborto espontáneo a las catorce semanas de gestación.
Jillian participó en el Divamania Tour 2011 junto con otras Ex-Divas como Maria, Tiffany y Candice. Dejó este evento Internacional debido a que se encontraba en su segundo embarazo.
El 23 de abril del 2012, Hall fue arrestada en Florida por lesiones. Después del arresto anunciaron su separación.
El 3 de marzo de 2020, anunció el nacimiento de su segunda hija, Violet Elise Farrow.

## En lucha
- Movimientos finales
  - Diving dropkick[4] - 1998-2002
  - Diving moonsault[4] - 1998-2002

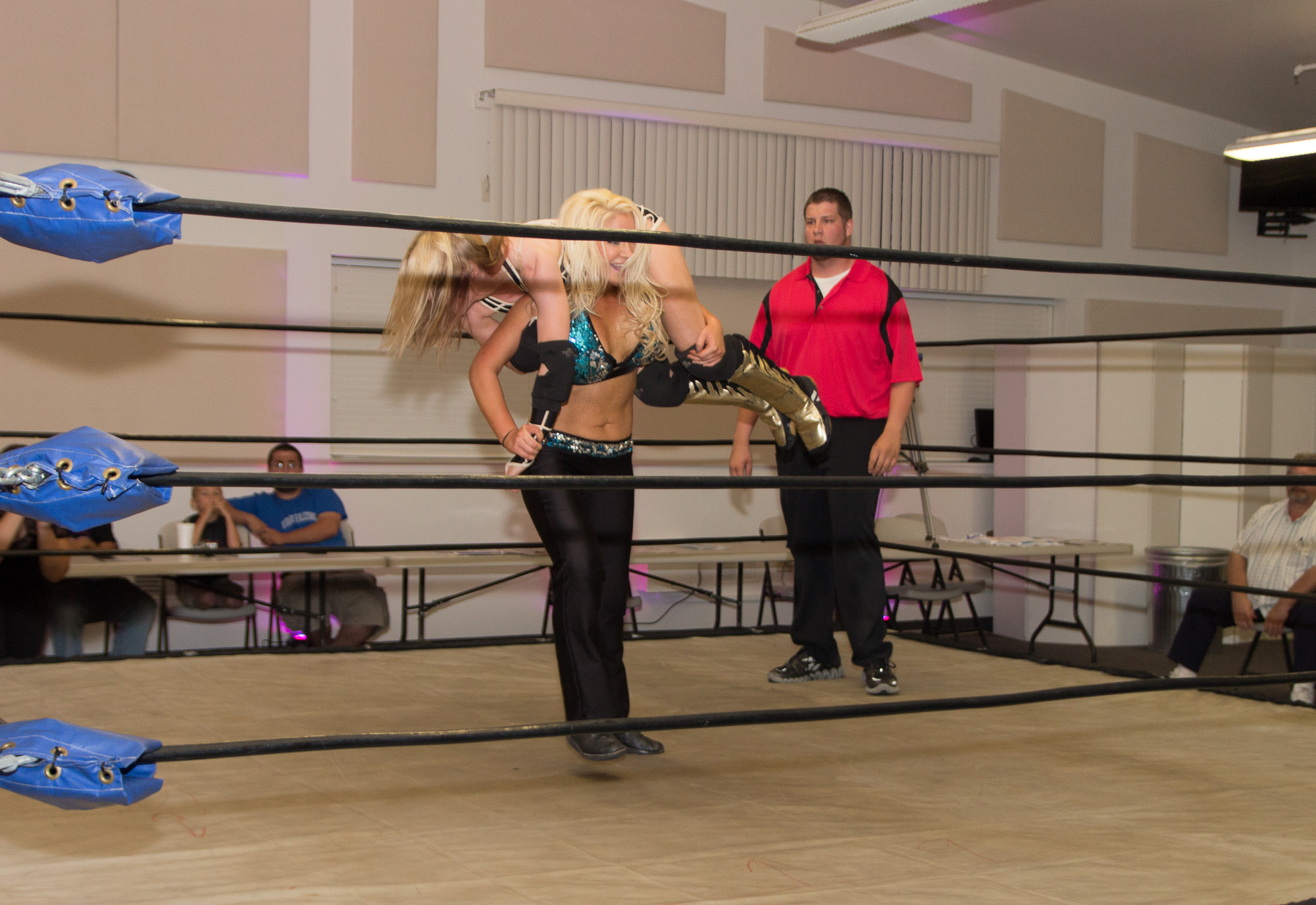
Jillian Hall preparándose para realizar un Samoan drop en Xandra Bale.

  - Hall Drop (Sitout full nelson facebuster)[35] - 2007
  -  High Note (Diving 450° splash)[4] - 2002-2008
  - SOLO (Sitout facebuster)

- Movimientos de firma
  - Crash Test Splash[4] (Cartwheel vertical splash)
  - Fender Bender[4] (Handstand somersault leg drop) -2007-2010
  - Jillian elbow drop (Cartwheel Elbow drop) 2006-2010
  - Hair pull facecrusher
  - Spinning scoop slam
  - Handspring back elbow smash, a veces a un oponente arrinconado
  - Single leg Boston crab
  - Pendulum backbreaker rack
  - Múltiples turnbuckles thrusts
  - Samoan drop
  - Diving crossbody
  - Rolling neck snap
  - Mat backbreaker
  - Sidewalk slam
  - Dropkick

- Luchadores dirigidos
  - The Blonde Bombers (Chad & Tank Toland) (c/Melissa Coates)
  - John "Bradshaw" Layfield
  - MNM (Joey Mercury, Johnny Nitro & Melina)
  - Ashley

- Managers
  - Chavo Guerrero
  - Ashley
  - Melina
  - Beth Phoenix

- Apodos
  - "The Songstress"
  - "The Tone Deaf Diva"[36]
  - "The Pop Princess"[37]
  - "The Fixer"
  - "The Bombshell"[4] - OVW
  - "Chronically Cute"[4] - OVW

## Campeonatos y logros
- Blue Water Championship Wrestling
  - BWCW Women's Championship (1 vez)

- Canadian International Wrestling
  - CIW Indy Women's Championship (1 vez)

- Frontier Elite Wrestling
  - Frontier Elite Wrestling Women's Championship (1 vez)

- G.L.O.R.Y.
  - GLORY Championship (1 vez)

- Hoosier Pro Wrestling
  - HPW Cruiserweight Championship (1 vez)
  - HPW Ladies' Championship (1 vez)

- Mid-States Championship Wrestling
  - MCW Mid-American Championship (1 vez)

- Professional Girl Wrestling Association
  - PGWA Championship (1 vez)

- Pro Wrestling Xtreme
  - PWX Womens Championship (1 vez)

- Southern States Wrestling
  - SSW Women's Championship (1 vez)

- Superstar Wrestling Federation
  - SWF Women's Championship (1 vez)
  - SWF Tag-Team Championship (2 veces) - con Randy "the King" Allen (1), y Pyro (1)

- World Wrestling Entertainment
  - WWE Divas Championship (1 vez)

- Pro Wrestling Illustrated
  - Situada en el Nº34 en los PWI Female 50 en 2008.[38]
  - Situada en el N°28 en los PWI Female 50 de 2009.[39]
  - Situada en el Nº24 en el PWI Female 50 en 2010.[40]